# Малайя на летних Олимпийских играх 1960
Малайя принимала участие в Летних Олимпийских играх 1960 года в Риме (Италия) во второй раз за свою историю, но не завоевала ни одной медали.

## Состав сборной
Лёгкая атлетика
1. Шахрудин Мохамед Али
2. Мани Жегатесан
3. Каимаруддин Майдин

 Плавание
1. Фун Со Джит
2. Фун Со Хор

 Стрельба
1. Чан Куи Че
2. Онг Хок Энг

 Тяжёлая атлетика
1. Куань Кин Лам
2. Чун Кум Вэн